# Harvey Ball
Harvey Ball (Worcester, 10 luglio 1921 – Worcester, 12 aprile 2001) è stato un artista, imprenditore e militare statunitense, conosciuto per essere il creatore del disegno dello smile ("sorriso" in inglese), icona duratura e nota in tutto il mondo.

## Biografia

### Giovinezza
Ball nacque a Worcester, nel Massachusetts. Durante gli anni da studente presso la Worcester South High School divenne apprendista di un pittore di insegne locali; frequentò poi la Worcester Art Museum School, dove ha studiato belle arti.

### Carriera militare
Ball è stato per 27 anni nella Guardia Nazionale, servendo in Asia e nel Pacifico durante la seconda guerra mondiale. Si ritirò nel 1973 con il grado di Generale di Brigata, lavorando poi per sei anni nelle Riserve dell'Esercito, terminando la sua carriera militare nel 1979 come Colonnello. Ball ha ricevuto una Bronze Star Medal per l'eroismo mostrato durante la battaglia di Okinawa. È stato insignito del titolo di "Veteran of the Year" dalla Worcester Veterans Council nel 1999.
Dopo la seconda guerra mondiale, Ball ha lavorato per una ditta di pubblicità fino al 1959, quando ha fondato una sua azienda, la Harvey Ball Advertising.

### La nascita dellosmile
Ball inventò gli smile nel 1963, per una compagnia di assicurazioni di Worcester, la State Mutual Life Assurance Company; quest'ultima venne acquistata dalla Guarantee Mutual Company of Ohio, con un conseguente calo del morale dei suoi dipendenti; venne così incaricato di disegnare qualcosa per migliorare il loro umore. In circa dieci minuti, con un compenso di soli 45 dollari, Ball creò una faccia sorridente destinata a finire su 100 spillette, ma la richiesta presto salì ben oltre quella quantità, con ordini di lotti anche di 10000 pezzi.
Tra il 1971 e il 1972 l'allora giornalista Franklin Loufrani decise di registrare e promuovere il marchio Smiley, rendendolo un'icona internazionale. Alla faccina sorridente, che veniva utilizzata per contrassegnare le buone notizie pubblicate sul quotidiano France Soir, Loufrani diede il nome di Smiley e ne concede oggi le licenze in oltre cento paesi attraverso la sua società.
Ball per tutta la vita non cercò di legittimare il possesso del marchio attraverso una causa legale, benché la sua paternità della faccina sorridente fosse documentata da foto, documenti cartacei e testimoni; morì nel 2001 dopo pochi mesi di malattia, probabilmente per un problema epatico.